# Mikroregion Guajará-Mirim

Mikroregion Guajará-Mirim

Mikroregion Guajará-Mirim – mikroregion w brazylijskim stanie Rondônia należący do mezoregionu Madeira-Guaporé. Ma powierzchnię 41.315,6 km²

## Gminy
- Costa Marques
- Guajará-Mirim
- São Francisco do Guaporé